# Malcolm Mask McLaren
Malcolm Mask McLaren（マルコム・マスク・マクラーレン）は、日本の女性アイドルグループ。エイジアプロモーション所属。レーベルはLonesome Record。略称はMMM、マルコム。

## 概要
イージーコア、メロディック・ハードコア（メロコア）路線の楽曲群を歌い、曲間MC一切なしのたたみかけるステージを特長とする。
メンバーによれば自分たちを一言で表すなら「熱量」。
グループ名はセックス・ピストルズの仕掛人として知られるマルコム・マクラーレンと当初のビジュアルアイテムであるマスクに由来する。当時はライブパフォーマンスでもマスクを着用していた。
2015年に発足。初期メンバーの卒業や新規メンバーの加入を経て、2018年12月からkana、momo、shinoの3人グループとなる。
2020年12月のワンマンライブからkanaは渥美かな、momoは藤崎もも、shinoは伊藤詩乃に改名して活動。
松田えなが2021年4月より加入して4人グループとなった。
楽曲の作詞は主にマネージャーの佐藤海人が担当。作曲はNAMBA69の小川耕平やオトループの小鹿淳、ZACK STANCHのSARY、Kaz、KoGaaah、音楽制作チームの蜜柑拉麺(企画：佐藤海人、曲作り全般：山下智輝、作曲・編曲・ギター：慎之甫)など。
2023年4月26日、現体制最終公演開催。全員が卒業した。
2023年5月10日、新メンバー（美波れい、青野みうな、花澤そら、堀りこ、高田ゆめか）5名が加入し、5月28日にお披露目ライブが開催された。

## メンバー
公式ホームページより
| 名前                          | 担当色 | 誕生日  | 趣味                | 特技                     | お披露目日     | 備考 |
| ----------------------------- | ------ | ------- | ------------------- | ------------------------ | -------------- | ---- |
| 美波 れい （みなみ れい）     | 青     | 12月7日 | コスプレ アニメ鑑賞 | ゲーム                   | 2023年5月28日  |      |
| 青野 みうな （あおの みうな） | 白     | 9月17日 | 岩盤浴              | 剣道（2段） 三点倒立歌唱 | 2023年5月28日  |      |
| 花澤 そら （はなざわ そら）   | 緑     | 3月2日  | 読書 カフェ巡り     | サックス                 | 2023年5月28日  |      |
| 堀 りこ （ほり りこ）         | 赤     | 5月23日 | 映画鑑賞 散歩       | バレーボール             | 2023年5月28日  |      |
| 瀬名 せな （せな せな）       |        | 1月23日 | 映画鑑賞            | 睡眠（すご〜い寝られる） | 2024年11月19日 |      |
| 兎乃 あゆ （うさの あゆ）     |        | 10月8日 | ゲーム              | ミシン、料理             | 2024年11月19日 |      |

### 旧メンバー
渥美かな
活動期間 2017年7月15日～2023年4月26日
1月26日生まれ。2016年に開催された「エイジアグープPresents セルフィーオーディション2016」で審査員特別賞を受賞。
活動当初のプロフィールは非公表で名義は「kana」だったが、2020年11月30日発売の週刊プレイボーイの掲載時から「渥美かな」の名義で活動。
2021年4月、週刊ヤングジャンプ「サキドルエースSURVIVAL　SEASON11」に参戦、配信でのポイントを競うLINE LIVE部門では21人中2位だった。
伊藤詩乃
活動期間 2018年12月8日～2023年4月26日
8月30日生まれ。活動当初の名義は「shino」。
ピアノを演奏するYouTubeチャンネル「しのちゃんねる」を2021年1月29日に開設した。
2021年1月30日にフジテレビの「芸能界特技王決定戦 TEPPEN2021冬」に出演。結果は2位だった。
mini ALBUM「Re:Departure」の収録曲「手紙」で初めて作曲を手がけた。
2021年10月9日にフジテレビの「芸能界特技王決定戦 TEPPEN2021秋」に出演。圧倒的な技量を見せて優勝した。
松田えな
活動期間 2021年4月19日～2023年4月26日
7月9日生まれ。Twitterでは半角ｶﾀｶﾅを多用している。
美野部りま
活動期間 2022年3月10日～2023年4月26日
miyuki
活動期間 2015年9月22日～2015年12月2日
nao
活動期間 2016年3月21日～2017年6月29日
mone
(卒業後白岩冬萌の名でセクシー女優デビュー)
活動期間 2015年9月22日～2018年9月24日
ai（宮本愛）
活動期間 2015年9月22日～2018年9月24日
藤崎もも
活動期間 2017年7月15日～2022年3月5日
高田 ゆめか（たかだ ゆめか）
活動期間 2023年5月28日～2024年11月17日
7月1日生まれ

## 来歴

### 2015年
- 9月22日 - 赤坂BLITZで開催されたイベント・アイドル甲子園にて初披露。オリジナルメンバーは、mone、ai、miyuki[1]。
- 12月 - 期間限定定期公演を開催。
- 12月2日 - miyukiが脱退[33]。

### 2016年
- 1月-12月 - 定期公演「メロディック・ハードコア」開催[34] [35]。
- 3月 - 新メンバーとしてnaoが加入。
- 9月22日 - ワンマンライブ「Melodic Hardcore 1st Anniversary ONE MAN」開催。会場 渋谷club asia。このライブ中にはじめてマスクを外し素顔を明かした[3] [36]。
- 12月16日 - アルバム「MELODIC HARDCORE」をリリース[37] [38]。

### 2017年
- 2月18日 - “不”定期公演「メロディック・ハードコア」〜mone生誕祭2017〜開催。“不”定期公演は、以降不定期に開催[35] [39]。
- 5月17日 - シングル「Bordeaux」をリリース[40]。
- 6月 - 6月をもってnaoが卒業。
- 7月15日 - 新メンバーとしてkana、momoが加入。新体制でのパフォーマンスを初披露[3] [41]。
- 11月8日 - シングル「Existence」をリリース[2]。

### 2018年
- 5月15日 - シングル「Light on!!」をリリース。
- 9月24日 - mone、aiが卒業[42]。
- 10月7日 - kanaとmomoの2人体制にて、新体制お披露目FREEライブを開催。会場は恵比寿CreAto[43]。
- 12月8日 - 新メンバーとしてshinoが加入。主催企画「My Life My Way」からライブに参加[44]。
- 12月19日 - アルバム「My Life My Way」をリリース。

### 2019年
- 6月19日 - シングル「The Idiot's Song」をリリース。
- 11月20日 - 配信限定シングル「Darlin'」をリリース。

### 2020年
- 3月4日 - アルバム「UNFINISHED」をリリース。
- 7月8日 - 配信限定シングル「Sunrise」をリリース。
- 8月26日 - 配信限定シングル「蛹」をリリース。
- 10月28日 - シングル「Have a good day」をリリース。

### 2021年
- 2月24日 - シングル「ORANGE」リリース[45]。
- 4月19日 - 新メンバーとして松田えなが加入[5]。
- 6月2日 - mini ALBUM「Re:Departure」をリリース。
- 11月17日 - シングル「Try&Try」リリース[46]。

### 2022年
- 3月5日 - 藤崎ももが卒業[32]。
- 3月6日 - 美野部りまが加入[27]。

### 2023年
- 4月26日 - 全員卒業。現体制終了[9]。
- 5月10日 - 美波れい、青野みうな、花澤そら、堀りこ、高田ゆめか、が加入し、新体制が公表された[10]。
- 5月28日 - 渋谷club asiaで新体制お披露目ライブが開催された[11]。
- 12月27日 - 配信シングル「STAND UP!!」リリース[47]。

## 作品
順位はオリコン週間ランキング最高位。

## ライブ・イベント

### 2015年
- 9月22日 - 赤坂BLITZで開催されたイベント・アイドル甲子園に出演[1]。

### 2016年
- 3月21日 - TSUTAYA O-Crestにて、1stワンマンライブ「Melodic Hardcore ONE MAN」を開催[48]。
- 8月7日 - 「TOKYO IDOL FESTIVAL 2016」に出演[48]。
- 9月22日 - ワンマンライブ「Melodic Hardcore 1st Anniversary ONE MAN」開催。会場 渋谷club asia[46]。

### 2017年
- 6月3日 -  ワンマンライブ「Turning Point」開催。会場Shinjuku club SCIENCE。
- 8月6日 - 「TOKYO IDOL FESTIVAL 2017」に出演。
- 9月23日 - TSUTAYA O-nestにて、Malcolm Mask McLaren 2th anniversary event「core music」を開催。
- 12月30日 - TSUTAYA O-nestにて、Malcolm Mask McLaren ONE MAN LIVE「refocus」を開催[49]。

### 2018年
- 6月2日 -  ワンマンライブ「Light in Distortion」開催。会場は新宿ロフト[50]。
- 8月 - 夏の三大アイドルフェスティバルと言われる「アイドル横丁夏まつり!!〜2018〜」、「TOKYO IDOL FESTIVAL 2018」、「@JAM EXPO 2018」に出演。
- 9月22日 - 新宿ロフトにて、core music〜MMM3周年記念SP〜を開催[50]。

### 2019年
- 1月13日 - ワンマンライブ「My Life My Way」開催。会場はLIVE HOUSE OSAKA BRONZE[51]。
- 1月19日 - ワンマンライブ「My Life My Way」開催。会場は下北沢SHELTER[51]。
- 4月20日 - 下北沢GARDENにてワンマンライブ「Counterattack of idiot」開催。
- 8月3日 - 「TOKYO IDOL FESTIVAL 2019」に出演。
- 8月24日 - 「@JAM EXPO」に出演。
- 9月21日 - 新宿LOFTで結成4周年記念ライブ「Idiot's FREE LIVE」を開催[52]。
- 10月5日 - 「ギュウ農フェス秋のSP 爆音大収穫祭 road to 2020」に出演。

### 2020年
- 1月11日 - 東京・UNITでワンマンライブ「matchless」開催[53] 。
- 7月11日 - 大阪のLIVE SQUARE 2nd LINEで東名阪 TOUR 2020「SONIC BOOM TOUR」開催[54] 。
- 7月19日 - 東京のTSUTAYA O-WESTで東名阪 TOUR 2020「SONIC BOOM TOUR」開催[54] 。
- 8月22日 - 三崎公園野外音楽堂でMalcolm Mask McLaren定期公演夏SP「My Life My Way～shino生誕祭～」開催[55] 。
- 9月19日 - 代官山UNITでSONIC BOOM TOUR 東京追加公演「～Malcolm Mask McLaren 5th anniversary～」開催[56] 。
- 9月22日 - 名古屋の名古屋RAD HALLで東名阪 TOUR 2020「SONIC BOOM TOUR」開催[54] 。
- 10月4日 - Shibuya Milkywayで定期公演「My Life My Way~momo生誕祭~」開催[57] 。
- 12月20日 - Veats Shibuyaでワンマンライブ「Have a good day」開催[58] 。

### 2021年
- 1月31日 - Shibuya Milkywayで定期公演「My Life My Way〜kana(渥美かな)生誕祭〜」開催[59]。
- 4月25日 - TSUTAYA O-WESTでワンマンライブ「again」開催[45]。
- 7月9日 - Shibuya Milkywayで定期公演「My Life My Way〜松田えな生誕祭〜」開催。
- 7月10日 - 名古屋の名古屋RAD HALLでSummer TOUR 2021「It's A New Day」開催[60]。
- 7月11日 - 大阪のROCKTOWNでSummer TOUR 2021「It's A New Day」開催[60]。
- 7月17日 - 静岡のLIVE ROXY SHIZUOKAでSummer TOUR 2021「It's A New Day」開催[60]。
- 8月1日 - 東京のSHIBUYA CLUB QUATTROでSummer TOUR 2021「It's A New Day」開催[60]。
- 8月28日 - 横浜アリーナで開催の「@JAM EXPO 2020-2021」に出演[46]。
- 8月29日 - Shibuya Milkywayで定期公演「My Life My Way〜伊藤詩乃生誕祭〜」開催[46]。
- 9月25日 - 東京の下北沢シャングリラで周年イベント「core music～Malcolm Mask McLaren 6th anniversary～」開催[46]。
- 10月2日 - お台場・青海周辺エリアで開催の「TOKYO IDOL FESTIVAL 2021」に出演[46]。

### 2022年
- 1月10日 - 東京の新宿BLAZEでワンマンライブ「Blast Wave」開催[46]。

### 2023年
- 4月26日 - 東京の新宿BLAZEで現体制最終公演開催[9]。
- 5月28日 - 渋谷club asiaで新体制お披露目ライブ開催[11]。
- 8月5日 - TOKYO IDOL FESTIVAL 2023（2日目、DOLL FACTORY-ONLY FIVEステージ）に出演[61]。

### 2024年
- 1月29日 -  渋谷o-nextにて新体制初のワンマンライブ開催[62]。

## 出演

### 雑誌
- 週刊プレイボーイ（2020年11月30日発売、集英社） - 渥美かな
- 週間SPA!（2021年3月2日発売、扶桑社） - 渥美かな
- FLASH（2021年3月9日発売、光文社） - 渥美かな
- 週刊ヤングジャンプ（2021年4月22日発売、集英社） - 渥美かな
- IDOL FILE（2021年8月27日発売、ロックスエンタテインメント） - 藤崎もも